# 조이 맥밀런
조이 맥밀런(영어: Joi McMillon)은 미국의 영화 편집자로, 배리 젱킨스 감독의 《문라이트》(2016)를 냇 샌더스와 공동 작업하였다.

## 편집
- 걸스 (드라마)
- 문라이트 (영화)
- 빌 스트리트가 말할 수 있다면